# Babiyachaur (Surkhet)
Pour les articles homonymes, voir Babiyachaur.
Babiyachaur (en népalais : वावियाचौर) est un comité de développement villageois du Népal situé dans le district de Surkhet. Au recensement de 2011, il comptait 8 214 habitants.